# Виноделие в Турции
Вино в Турции производится в нескольких регионах страны. Наивысшего качества вина из региона Измир (виноградники, принадлежавшие до 20-х годов XX века малоазийским грекам), Каппадокии, Восточной Фракии и региона Диярбакыр.

## История виноделия
Возделывание винограда на территории современной Турции началось с древнейших времён (по некоторым данным — насчитывает 6000 лет). В Турции насчитывается около 600 автохтонных сортов. Археологические раскопки показывают, что в VIII—VI вв. до н. э. на территории современной Турции уже было виноделие. Во времена хеттов, финикийцев, лидийцев, фригийцев, римлян и византийцев виноград и вино были главными продуктами, поставляемыми в различные районы Европы из Анатолии, с побережья Эгейского моря и из Фракии, где виноградарству и виноделию уделялось большое внимание.
Во времена Османской империи виноделие, как и употребление алкогольных напитков вообще, не приветствовалось из-за исламизации страны. Развитие виноградарства было направлено на удовлетворение потребностей населения в свежем винограде,изюме и виноградном соке.
В XX веке после прихода к власти Кемаля Ататюрка отношение к виноделию изменилось в лучшую сторону.
В современной Турции производится около 275 млн литров вина в год. Алкогольные напитки облагаются налогом в 63 % от оптовой цены. Вопросами виноградарства и виноделия занимается Министерство сельского, лесного хозяйства и по делам сельской местности.
На 2010 год Турция была четвёртой страной в мире по объёмам выращиваемого винограда, но лишь 40 % ягод идёт на приготовление виноградного сока и вина.
Турецкие вина экспортируются в Германию, Бельгию, Люксембург — страны, где есть большие турецкие общины. Также небольшие поставки осуществляются в Швецию, Швейцарию, Великобританию, Данию, Голландию, Канаду, США, Японию.
Кроме виноградных вин, в Турции производятся вина из плодово-ягодных материалов (яблок, ежевики, граната, малины, персика, дыни, вишни, шелковицы и других).

## Основные регионы виноделия
По данным Международной организации винограда и вина, площадь виноградников Турции составляет более полумиллиона гектаров.
Развитие виноградарства в районах Турции
| Регион                   | Площадь виноградных насаждений, тыс. га | Производство винограда, тыс. ц |
| ------------------------ | --------------------------------------- | ------------------------------ |
| Центральная Анатолия     | 182,6                                   | 8597                           |
| Юго-Восточная Анатолия   | 149,5                                   | 9205                           |
| Эгейский регион          | 118,7                                   | 10153                          |
| Средиземноморский регион | 85,2                                    | 6139                           |
| Регион Мраморного моря   | 62,3                                    | 4955                           |
| Черноморский регион      | 31,6                                    | 1968                           |
| Восточная Анатолия       | 25,1                                    | 969                            |

## Культивируемые сорта винограда
| - Ахмет Бей (для сухих ординарных вин) - Бейлердже или белардже (Beylerce) - Бейрут Хурмаси - Борнова Мискет (Bornova Misketi) - Василаки (Vasilaki) - Гевюрцтраминер - Дёкюльген (Dökülgen) - Кабарджик (Kabarcık) - Кларет - Нариндже или наринче (Narince) - Пино гри Pinot Gris - Рислинг - Руми (Rumi) - Семильон (Sémillon) - Совиньон блан (Sauvignon Blanc) - Совиньон гри (Sauvignon Gris) - Султани - Хасандеде (Hasandede) - Шардоне - Эмир - Япынджак (Yapıncak), также известный как Япладжа бяла, Япинджак. | - Адакарасы (Adakarası) - Аликант Буше (Alicante Bouschet) - Бойязкере или богазкере (Boğazkere) - Бурдур Димитри (Burdur Dimriti) - Гамэ (Gamay) - Димрит (Dimrit) - Ёкюзгёзю или окюзгёзю (Öküzgözü) - Идивэрэн - Каберне совиньон - Каберне фран (Cabernet Franc) - Каледжик карасы (Kalecik Karası) - Карабёгрюл - Карабраимис - Каралана (Karalahna) - Кариньян - Кунтра (Kuntra) - Мерло - Папаскара или карапапаска, папаска чёрная (Papazkarası) - Пино нуар - Сенсо (Cinsault) - Серги Карасы (Sergi Karası) - Сира (шираз) - Хороз (Horoz Karası) - Чал Карасы (Çalkarası) |

## Производители
- Текел (Tekel) — бывший крупнейший производитель алкогольной продукции в Турции[4]
- Сарафин (Sarafin) — выпускает моносепажные вина, практикуя годичную выдержку в дубовых бочках
- Долуджа (Doluca) — крупнейший производитель, около 35 % выпускаемого в Турции вина
- Каваклыдере (Kavaklıdere) — второй по объёмам производитель вина в Турции
- Мэй (Mey) — преемник компании «Текел»
- Севилен (Sevilen)
- Бойязкере (Boğazkere)
- Умурбай (Umurbay)
- Мелен (Melen)
- Гюлор (Gülor)
- Ганос (Ganos Winery)
- Лобитекс (Lobiteks)
- Памуккале Шарапчылык (Pamukkale Şarapçılık)
- Турасан (Turasan)